# Park Seung-hi
Park Seung-hi (kor. 박승희; * 28. März 1992) ist eine ehemalige südkoreanische Shorttrackerin.

## Laufbahn als Shorttracker
Park Seung-hi wuchs als mittleres von drei Geschwistern in Suwon auf. Ihre Mutter mochte Eiskunstlauf-Manhwas und wollte ihre Töchter deshalb zum Eiskunstlauf bringen. Allerdings bot die Schule der beiden nur Eisschnelllauf- und Shorttrack-Training an.
Park startete bereits mit 15 Jahren erstmals im Shorttrack-Weltcup und konnte dort auf Anhieb mehrere herausragende Resultate erreichen. Besonders auf den beiden kürzeren Distanzen 500 und 1000 Meter war sie sehr erfolgreich, über 1000 Meter gelang ihr in ihrem ersten Weltcuprennen sofort der erste Sieg. Insgesamt schaffte sie in der Saison 2007/08 fünf Podiumsplatzierungen, darunter ein Sieg, außerdem wurde sie Vierte im 500-Meter-Weltcup und Disziplinenweltcupachte über 1000 Meter. Auch mit der Staffel gewann sie ein Rennen bei der letzten Station. Trotz ihrer guten Weltcupergebnisse erreichte sie bei der Weltmeisterschaft 2008 in Gangneung bei Einzel-Wettkämpfen keine solch erfolgreichen Resultate, dafür triumphierte sie mit der Staffel um Jung Eun-ju, Yang Shin-young sowie Kim Min-jung und wurde so Weltmeisterin.
In den Shorttrack-Weltcup 2008/09 startete Park mit weiteren Top-10-Platzierungen, ein Podiumsrang bei Einzelrennen gelang ihr jedoch vorerst nicht. Mit der Staffel belegte sie hingegen konstant den zweiten Platz.
Bei den Olympischen Winterspielen 2010 in Vancouver gewann sie zwei Bronzemedaillen und bei den folgenden Olympischen Spielen in Sotschi wurde sie Olympiasiegerin über 1000 m und mit der Staffel. Über 500 m gewann sie Bronze.
Bei der Weltmeisterschaft 2014 in Montreal wurde sie Weltmeisterin über 500 m.
Park beendete im Mai 2018 ihre aktive Laufbahn. Nach ihrer Laufbahn wurde sie Taschendesignerin.

## Wirken als Kommentator
Bei den Olympischen Winterspielen 2022 arbeitete sie als Kommentatorin für den südkoreanischen Sender SBS.

## Ehrungen (Auswahl)
- 2014: Outstanding Player Award bei Sports Chosun Coca-Cola Sports Awards.[10]

- 2015: „grand prize award“ von der Korean Sport & Olympic Committee.[11]

- 2020: Medaille „Blue Dragon“ der Republik Korea.[12]